# Leichtathletik-Weltmeisterschaften 2009/Teilnehmer (Spanien)
| Gelbes Symbol für Goldmedaillen mit stilisierten Olympischen Ringen | Graues Symbol für Silbermedaillen mit stilisierten Olympischen Ringen | Braundes Symbol für Bronzemedaillen mit stilisierten Olympischen Ringen |
| ------------------------------------------------------------------- | --------------------------------------------------------------------- | ----------------------------------------------------------------------- |
| —                                                                   | 1                                                                     | —                                                                       |

Der spanische Leichtathletik-Verband stellte 51 Athleten bei den Leichtathletik-Weltmeisterschaften 2009 in Berlin.

## Ergebnisse

### Männer

#### Laufdisziplinen
| Athlet                     | Disziplin        | Vorlauf        | Vorlauf | Viertelfinale      | Viertelfinale      | Halbfinale         | Halbfinale         | Finale             | Finale             |
| Athlet                     | Disziplin        | Zeit           | Platz   | Zeit               | Platz              | Zeit               | Platz              | Zeit               | Platz              |
| -------------------------- | ---------------- | -------------- | ------- | ------------------ | ------------------ | ------------------ | ------------------ | ------------------ | ------------------ |
| Ángel David Rodríguez      | 100 m            | 10,39 s SB     | 34      | 10,39 s SB         | 32                 | nicht qualifiziert | nicht qualifiziert | nicht qualifiziert | nicht qualifiziert |
| Ángel David Rodríguez      | 200 m            | 21,37 s        | 45      | nicht qualifiziert | nicht qualifiziert | nicht qualifiziert | nicht qualifiziert | nicht qualifiziert | nicht qualifiziert |
| Luis Alberto Marco         | 800 m            | 1:48,47 min    | 39      |                    |                    | nicht qualifiziert | nicht qualifiziert | nicht qualifiziert | nicht qualifiziert |
| Manuel Olmedo              | 800 m            | DNF            | DNF     |                    |                    | –                  | –                  | –                  | –                  |
| Arturo Casado              | 1500 m           | 3:43,21 min    | 25      |                    |                    | nicht qualifiziert | nicht qualifiziert | nicht qualifiziert | nicht qualifiziert |
| Reyes Estévez              | 1500 m           | 3:38,23 min SB | 6       |                    |                    | 3:37,55 min SB     | 15                 | nicht qualifiziert | nicht qualifiziert |
| Juan Carlos Higuero        | 1500 m           | 3:41,77 min    | 13      |                    |                    | 3:37,33 min        | 14                 | nicht qualifiziert | nicht qualifiziert |
| Alemayehu Bezabeh          | 5000 m           | 13:33,52 min   | 22      |                    |                    |                    |                    | nicht qualifiziert | nicht qualifiziert |
| Jesús España               | 5000 m           | 13:20,40 min   | 5       |                    |                    |                    |                    | 13:22,07 min       | 10                 |
| Sergio Sánchez             | 5000 m           | 13:53,51 min   | 30      |                    |                    |                    |                    | nicht qualifiziert | nicht qualifiziert |
| Carles Castillejo          | 10.000 m         |                |         |                    |                    |                    |                    | 28:09,89 min       | 15                 |
| Ayad Lamdassem             | 10.000 m         |                |         |                    |                    |                    |                    | DNF                | DNF                |
| Manuel Ángel Penas         | 10.000 m         |                |         |                    |                    |                    |                    | DNF                | DNF                |
| Rafael Iglesias            | Marathon         |                |         |                    |                    |                    |                    | DNF                | DNF                |
| José Manuel Martínez       | Marathon         |                |         |                    |                    |                    |                    | 2:14:04 h SB       | 8                  |
| Pedro Nimo                 | Marathon         |                |         |                    |                    |                    |                    | 2:36:39 h          | 66                 |
| José Ignacio Díaz          | 20 km Gehen      |                |         |                    |                    |                    |                    | 1:22:12 h SB       | 15                 |
| Francisco Javier Fernández | 20 km Gehen      |                |         |                    |                    |                    |                    | DNF                | DNF                |
| Juan Manuel Molina         | 20 km Gehen      |                |         |                    |                    |                    |                    | 1:24:00 h          | 23                 |
| José Alejandro Cambil      | 50 km Gehen      |                |         |                    |                    |                    |                    | 4:13:14 h          | 28                 |
| Jesús Ángel García         | 50 km Gehen      |                |         |                    |                    |                    |                    | 3:41:37 h SB       | Silber             |
| Mikel Odriozola            | 50 km Gehen      |                |         |                    |                    |                    |                    | 4:00:54 h          | 25                 |
| Jackson Quiñónez           | 110 m Hürden     | 13,63 s        | 21      |                    |                    | 13,54 s            | 18                 | nicht qualifiziert | nicht qualifiziert |
| Felipe Vivancos            | 110 m Hürden     | 13,72 s        | 30      |                    |                    | nicht qualifiziert | nicht qualifiziert | nicht qualifiziert | nicht qualifiziert |
| José Luis Blanco           | 3000 m Hindernis | 8:24,07 min    | 14      |                    |                    |                    |                    | nicht qualifiziert | nicht qualifiziert |
| Eliseo Martín              | 3000 m Hindernis | 8:24,29 min    | 16      |                    |                    |                    |                    | 8:16,51 min SB     | 9                  |
| Ángel Mullera              | 3000 m Hindernis | 8:47,40 min    | 33      |                    |                    |                    |                    | nicht qualifiziert | nicht qualifiziert |

#### Sprung/Wurf
| Athlet            | Disziplin   | Qualifikation | Qualifikation | Finale             | Finale             |
| Athlet            | Disziplin   | Weite/Höhe    | Platz         | Weite/Höhe         | Platz              |
| ----------------- | ----------- | ------------- | ------------- | ------------------ | ------------------ |
| Javier Bermejo    | Hochsprung  | 2,20 m        | 22            | nicht qualifiziert | nicht qualifiziert |
| Luis Felipe Méliz | Weitsprung  | 7,87 m SB     | 25            | nicht qualifiziert | nicht qualifiziert |
| Andrés Capellán   | Dreisprung  | 15,80 m       | 42            | nicht qualifiziert | nicht qualifiziert |
| Manuel Martínez   | Kugelstoßen | 19,80 m       | 18            | nicht qualifiziert | nicht qualifiziert |
| Borja Vivas       | Kugelstoßen | 18,38 m       | 32            | nicht qualifiziert | nicht qualifiziert |
| Frank Casañas     | Diskuswurf  | 61,10 m       | 16            | nicht qualifiziert | nicht qualifiziert |
| Mario Pestano     | Diskuswurf  | 65,03 m       | 7             | 62,76 m            | 10                 |
| Javier Cienfuegos | Hammerwurf  | 72,01 m       | 24            | nicht qualifiziert | nicht qualifiziert |

#### Zehnkampf
| Athlet        | Disziplin | 100 m   | Weit- sprung | Kugel- stoßen | Hoch- sprung | 400 m   | 110 m Hürden | Diskus- wurf | Stabhoch- sprung | Speer- wurf | 1500 m      | Punkte | Platz |
| ------------- | --------- | ------- | ------------ | ------------- | ------------ | ------- | ------------ | ------------ | ---------------- | ----------- | ----------- | ------ | ----- |
| Agustín Félix | Ergebnis  | 11,32 s | 7,19 m       | 13,23 m       | 2,08 m PB    | 52,41 s | 14,80 s      | 42,81 m SB   | 4,90 m SB        | 50,10 m     | 5:00,50 min | 7539   | 32    |
| Agustín Félix | Punkte    | 791     | 859          | 681           | 878          | 707     | 874          | 722          | 880              | 590         | 557         | 7539   | 32    |

### Frauen

#### Laufdisziplinen
| Athletin           | Disziplin        | Vorlauf        | Vorlauf | Halbfinale         | Halbfinale         | Finale             | Finale             |
| Athletin           | Disziplin        | Zeit           | Platz   | Zeit               | Platz              | Zeit               | Platz              |
| ------------------ | ---------------- | -------------- | ------- | ------------------ | ------------------ | ------------------ | ------------------ |
| Mayte Martínez     | 800 m            | 2:03,39 min    | 18      | 1:59,72 min SB     | 6                  | 1:58,81 min SB     | 7                  |
| Nuria Fernández    | 1500 m           | 4:08,79 min    | 15      | 4:10,64 min        | 16                 | 4:04,91 min        | 4                  |
| Iris Fuentes-Pila  | 1500 m           | 4:09,71 min    | 24      | 4:07,10 min        | 9                  | nicht qualifiziert | nicht qualifiziert |
| Natalia Rodríguez  | 1500 m           | 4:07,84 min    | 2       | 4:03,73 min SB     | 2                  | DSQ                | DSQ                |
| Judith Plá         | 5000 m           | 15:54,32 min   | 19      |                    |                    | nicht qualifiziert | nicht qualifiziert |
| Alessandra Aguilar | Marathon         |                |         |                    |                    | 2:33:38 h          | 24                 |
| Beatriz Pascual    | 20 km Gehen      |                |         |                    |                    | 1:30:40 h          | 6                  |
| María Vasco        | 20 km Gehen      |                |         |                    |                    | DNF                | DNF                |
| Laia Forcadell     | 400 m Hürden     | 58,57 s        | 33      | nicht qualifiziert | nicht qualifiziert | nicht qualifiziert | nicht qualifiziert |
| Eva Arias          | 3000 m Hindernis | 9:25,14 min PB | 5       |                    |                    | 9:33,34 min        | 14                 |
| Marta Domínguez 1  | 3000 m Hindernis | 9:34,78 min    | 18      |                    |                    | 9:07,32 min WL NR  | 1                  |
| Diana Martín       | 3000 m Hindernis | 9:42,39 min PB | 26      |                    |                    | nicht qualifiziert | nicht qualifiziert |

1 nachträglich des Dopingvergehens überführt

#### Sprung/Wurf
| Athletin        | Disziplin      | Qualifikation | Qualifikation | Finale             | Finale             |
| Athletin        | Disziplin      | Weite/Höhe    | Platz         | Weite/Höhe         | Platz              |
| --------------- | -------------- | ------------- | ------------- | ------------------ | ------------------ |
| Ruth Beitia     | Hochsprung     | 1,95 m        | 4             | 1,99 m             | 5                  |
| Naroa Agirre    | Stabhochsprung | 4,40 m SB     | 21            | nicht qualifiziert | nicht qualifiziert |
| Berta Castells  | Hammerwurf     | 67,32 m       | 22            | nicht qualifiziert | nicht qualifiziert |
| Mercedes Chilla | Speerwurf      | 56,68 m       | 19            | nicht qualifiziert | nicht qualifiziert |